# Orchestre symphonique de la SWR de Baden-Baden et Fribourg-en-Brisgau

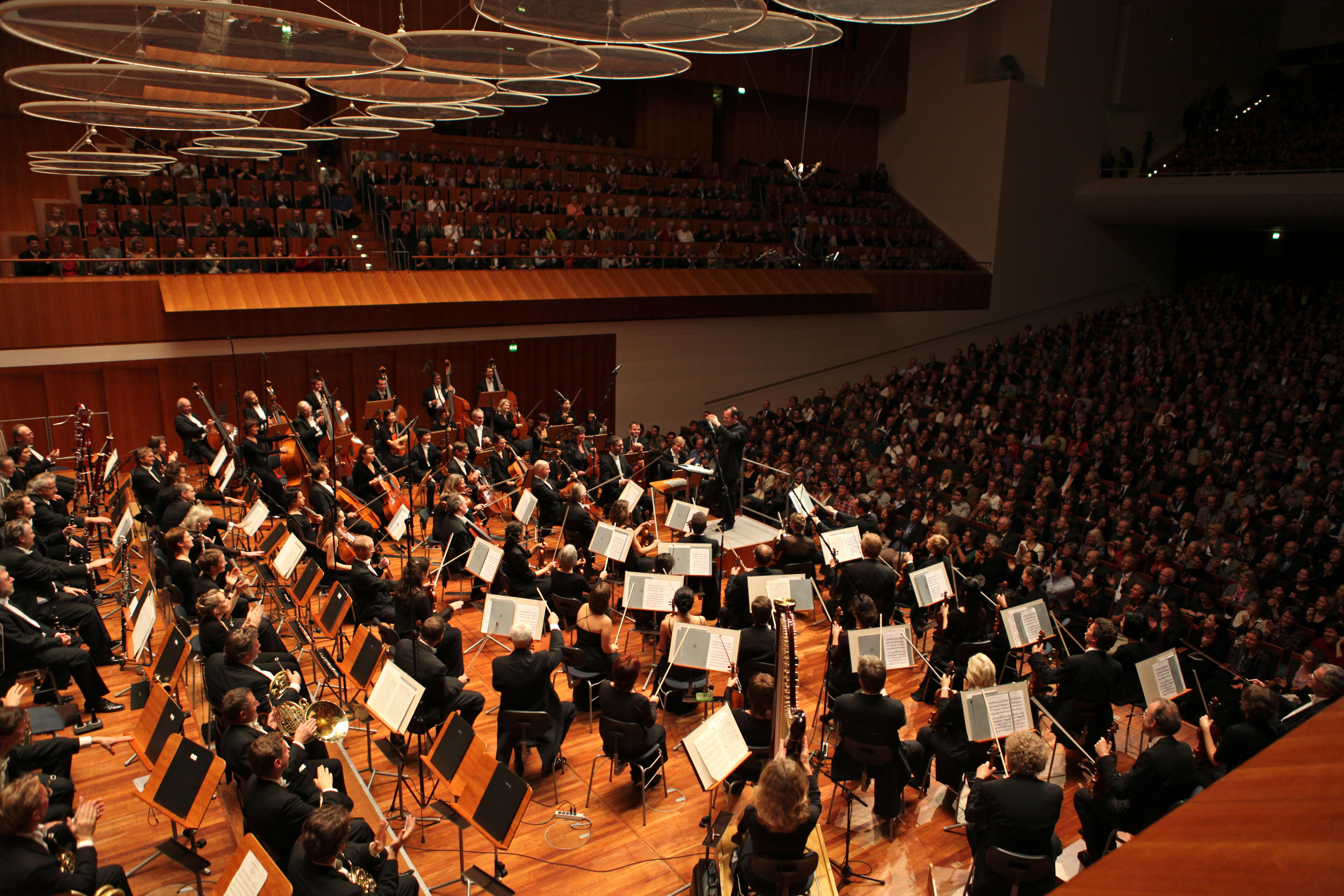
François-Xavier Roth dirigeant l'orchestre en 2011

L’orchestre symphonique de la SWR de Baden-Baden et Fribourg-en-Brisgau (en allemand SWR Sinfonieorchester Baden-Baden und Freiburg) est un orchestre symphonique de la radio SWR basé à Baden-Baden et à Fribourg-en-Brisgau, fondé en 1946. 

## Histoire
Fondé en 1946 afin de défendre principalement la musique contemporaine, l'orchestre symphonique de la SWR de Baden-Baden et Fribourg-en-Brisgau a acquis une grande réputation dans ce répertoire défendu par des chefs prestigieux tels que Hans Rosbaud ou Michael Gielen.
Plusieurs chefs d’orchestre invités ont régulièrement dirigé l'orchestre : Ernest Ansermet, Ferenc Fricsay, Nikolaus Harnoncourt, Christopher Hogwood, Leopold Stokowski, George Szell, notamment, ainsi que les compositeurs Igor Stravinsky, Paul Hindemith, Bruno Maderna ou Pierre Boulez.
L’orchestre est invité régulièrement aux festivals les plus importants (Salzbourg, Berlin, Édimbourg), au festival d’automne à Paris, à celui de Lucerne, etc. Des tournées ont mené l'orchestre à Vienne, Bruxelles, Londres ou au Carnegie Hall de New York.
À partir du début de la saison 1999, Sylvain Cambreling assure la direction générale de l'orchestre, secondé par Michael Gielen et Hans Zender. De 2011 à 2018, le chef est François-Xavier Roth.

### Fusion
En 2016, l'orchestre fusionne avec celui de la radio de Stuttgart, le nouvel ensemble prenant le nom d'orchestre symphonique de la SWR.

### Chefs permanents
- Teodor Currentzis (depuis 2018)
- François-Xavier Roth (2011-2018)
- Sylvain Cambreling (1999-2011)
- Michael Gielen (1986-1999)
- Kazimierz Kord (1980-1986)
- Ernest Bour (1964-1979)
- Hans Rosbaud (1948-1962)